# Elfriede (Schiff, 1930)
Die Elfriede ist ein restaurierter kleiner Schleppkahn, der zu touristischen Zwecken in den Sommermonaten auf einem Abschnitt des Ludwig-Donau-Main-Kanals der Gemeinde Burgthann im mittelfränkischen Landkreis Nürnberger Land verkehrt.

## Technische Beschreibung
Die Elfriede ist etwa 21 Meter lang, vier Meter breit, hat ein Gewicht von 20 Tonnen und besteht im Wesentlichen aus Stahl. Der Schiffsrumpf ist genietet, hat einen flachen Boden, eine runde Kimm und einen offenen, ungedeckten Laderaum, der heute mit Sitzbänken bestückt ist. Wegen fehlender Wendemöglichkeit auf dem engen Kanal wurde das Schiff mit zwei Rudern ausgestattet. Es besitzt keinen Motor und wird von einem Kaltblutpferd vom Treidelpfad aus gezogen, getreidelt.

## Geschichte
Das vermutlich in den 1930er Jahren erbaute Schiff wurde bis etwa 1970 im ursprünglichen Sinn genutzt. Danach diente der Kahn als Schiffsanleger, lief später mit Wasser voll und sank. Die stark verrostete Elfriede sollte ursprünglich verschrottet werden, für die 150-Jahr-Feier im Jahre 1995 zur Eröffnung des Kanals wurde sie jedoch geborgen und unter der Leitung des Wasserwirtschaftsamtes Nürnberg restauriert. Benannt wurde das Schiff nach der Ehefrau Elfriede des damaligen und federführenden Leiters des Wasserwirtschaftsamtes. Heute wird sie als Touristenattraktion genutzt. In den Sommermonaten wird einmal monatlich eine Ausflugsfahrt unternommen, in den Wintermonaten liegt das Schiff trocken im Winterlager nahe dem Dörlbacher Einschnitt.
2024 wurde das Treideln auf dem Ludwig-Donau-Main-Kanal als Immaterielles Kulturerbe Bayerns anerkannt.

## Touristische Nutzung
Jeweils an einem Sonntag in den Monaten Mai bis September erfolgen Fahrten auf der Scheitelhaltung des Ludwig-Donau-Main-Kanal zwischen dem Burgthanner Ortsteil Schwarzenbach und dem Dörlbacher Einschnitt. Fahrtbeginn ist  jeweils 13.00, 14.00, 15.00 und 16.00 Uhr. Das Schiff legt in Schwarzenbach nahe der Gaststätte „Zum Ludwigskanal“ ab und wieder an. Die Fahrzeit beträgt etwa 45 Minuten. Während der Fahrt informiert das Schiffspersonal über die Geschichte des historischen Kanals.
Eine Besonderheit bei der Fahrt ist auch, dass die Elfriede eine Ortsstraße überquert. Die Straße mit ihrem Tunnel liegt dort ca. 5 Meter unter dem Alten Kanal.
Neben der Elfriede wird nahe Mühlhausen ein weiteres Treidelschiff, die Alma Viktoria, Baujahr 1933, auf dem alten Kanal betrieben. Fast alle Treidelschiffe wurden verschrottet, ein paar wurden umgebaut und werden in Kelheim als Schiffsanlegestelle genutzt.

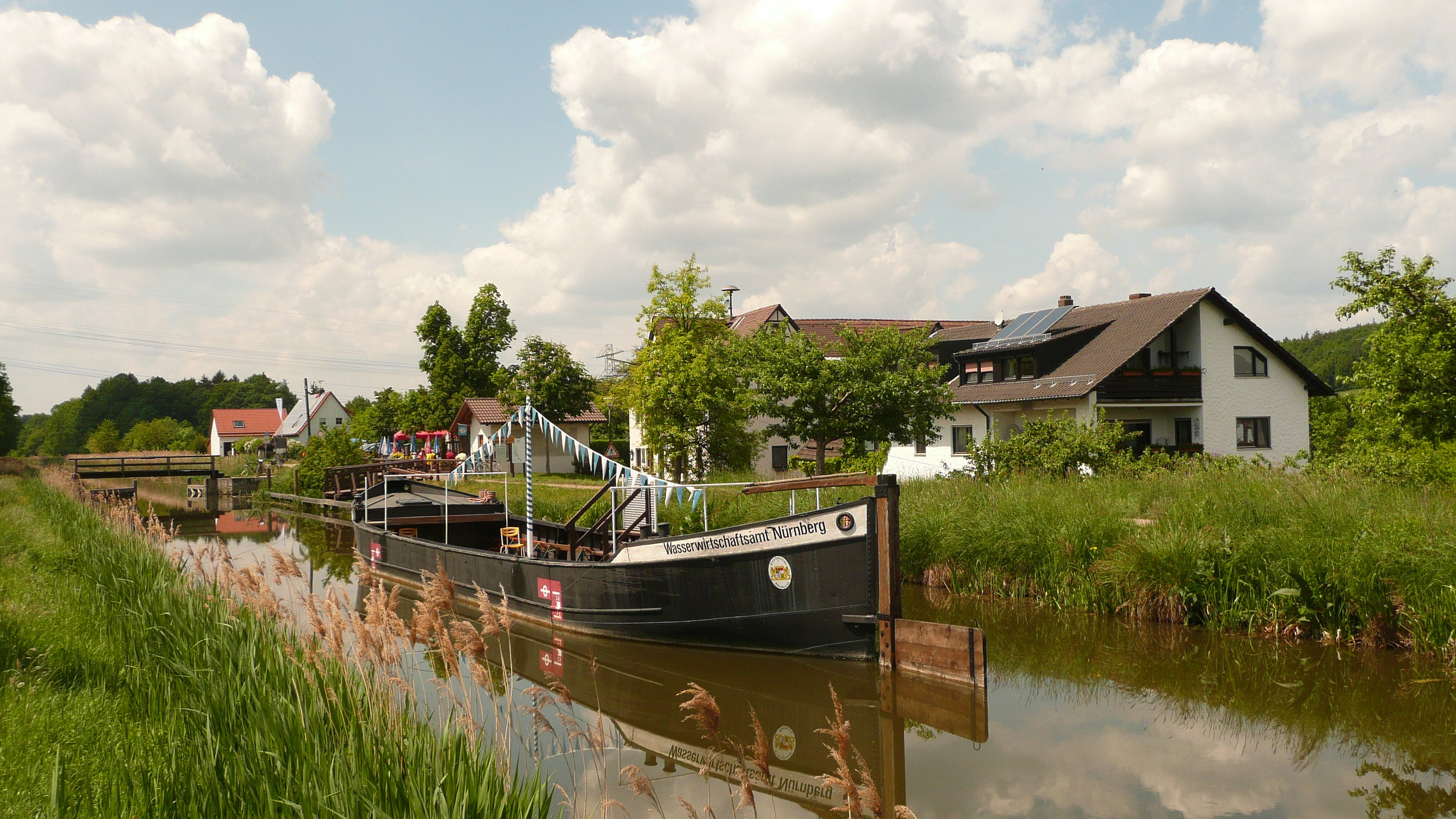
Elfriede an ihrem Liegeplatz bei Schwarzenbach
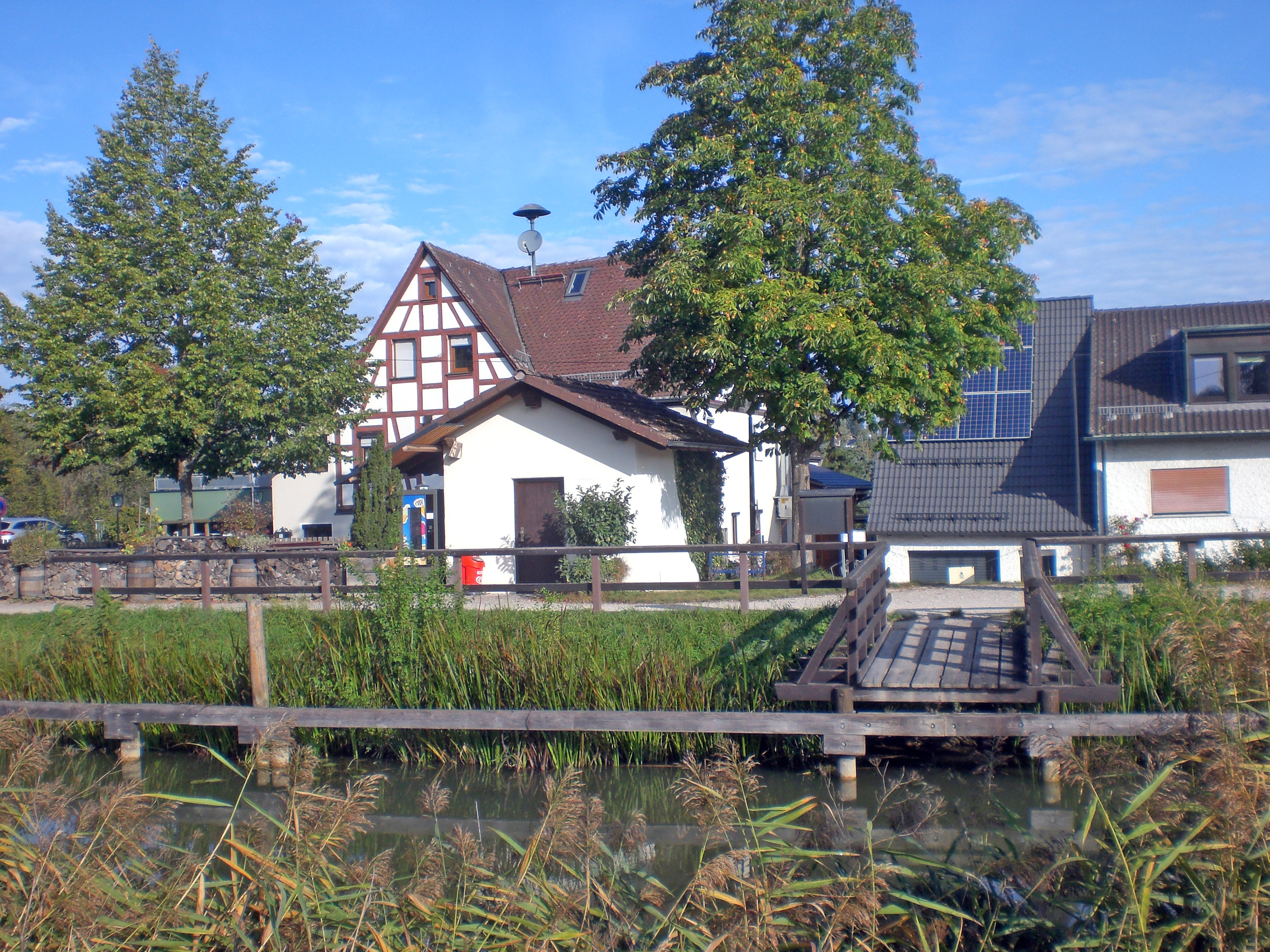
Anlegestelle der Elfriede in Schwarzenbach (2023)
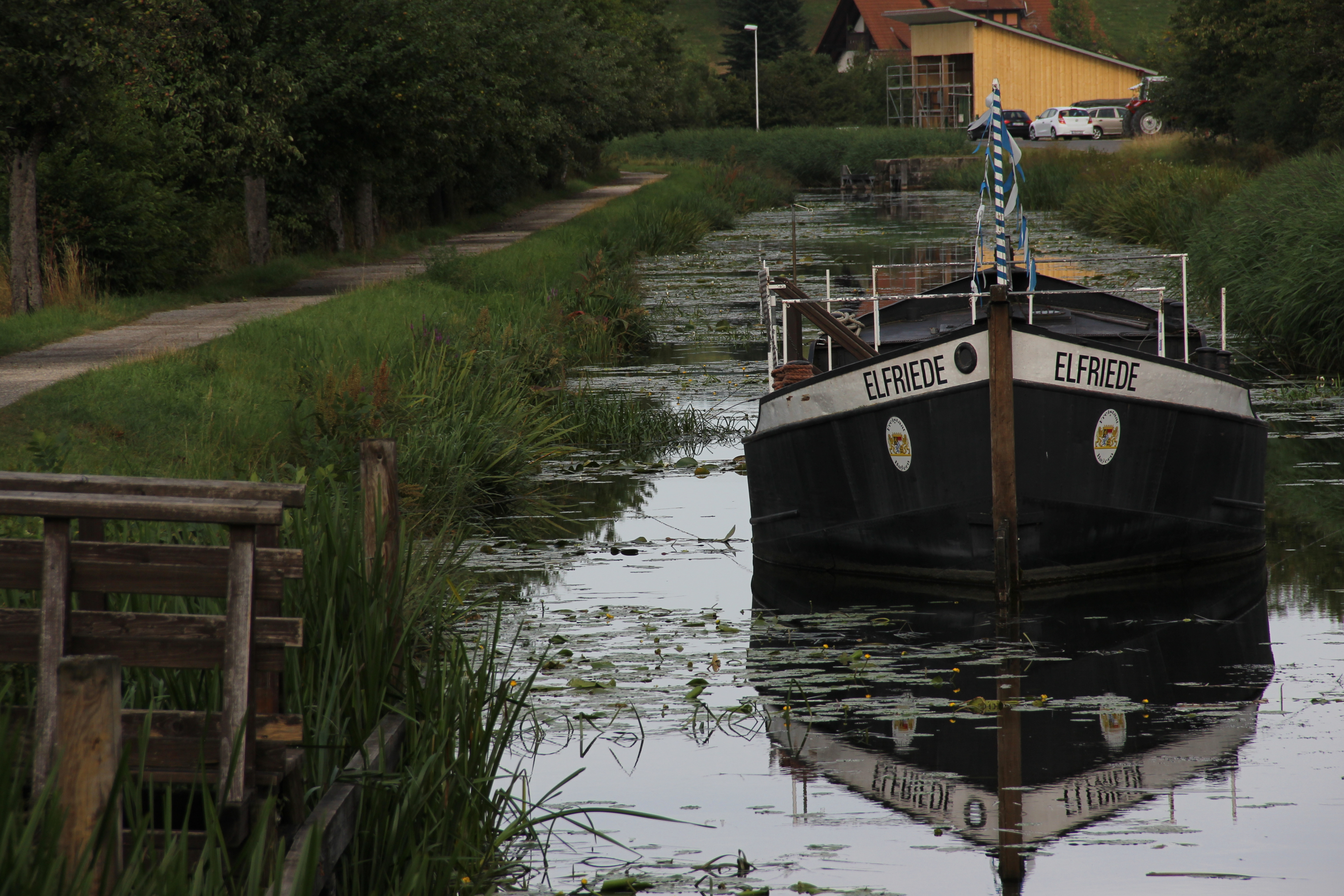
Frontansicht
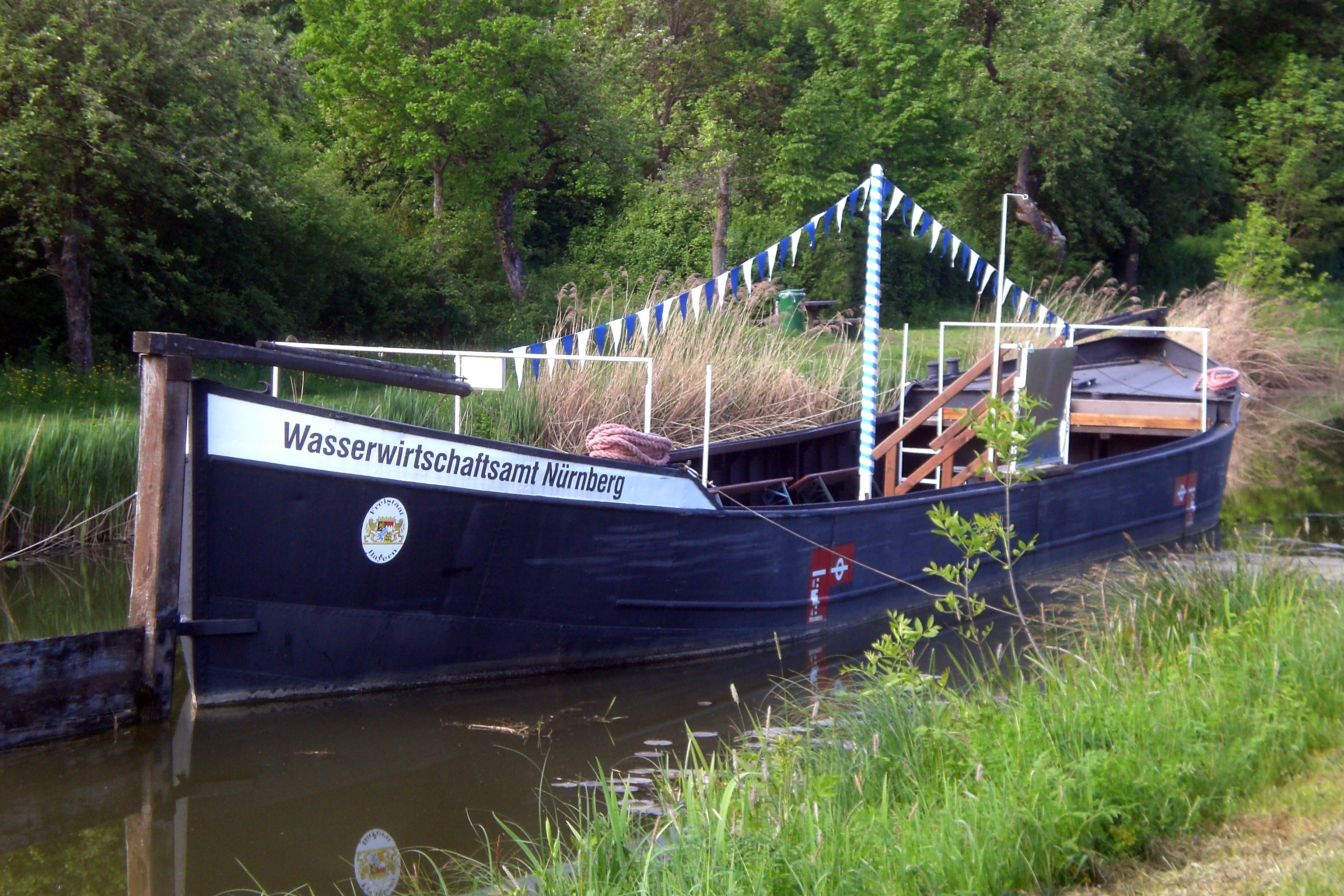
Bug
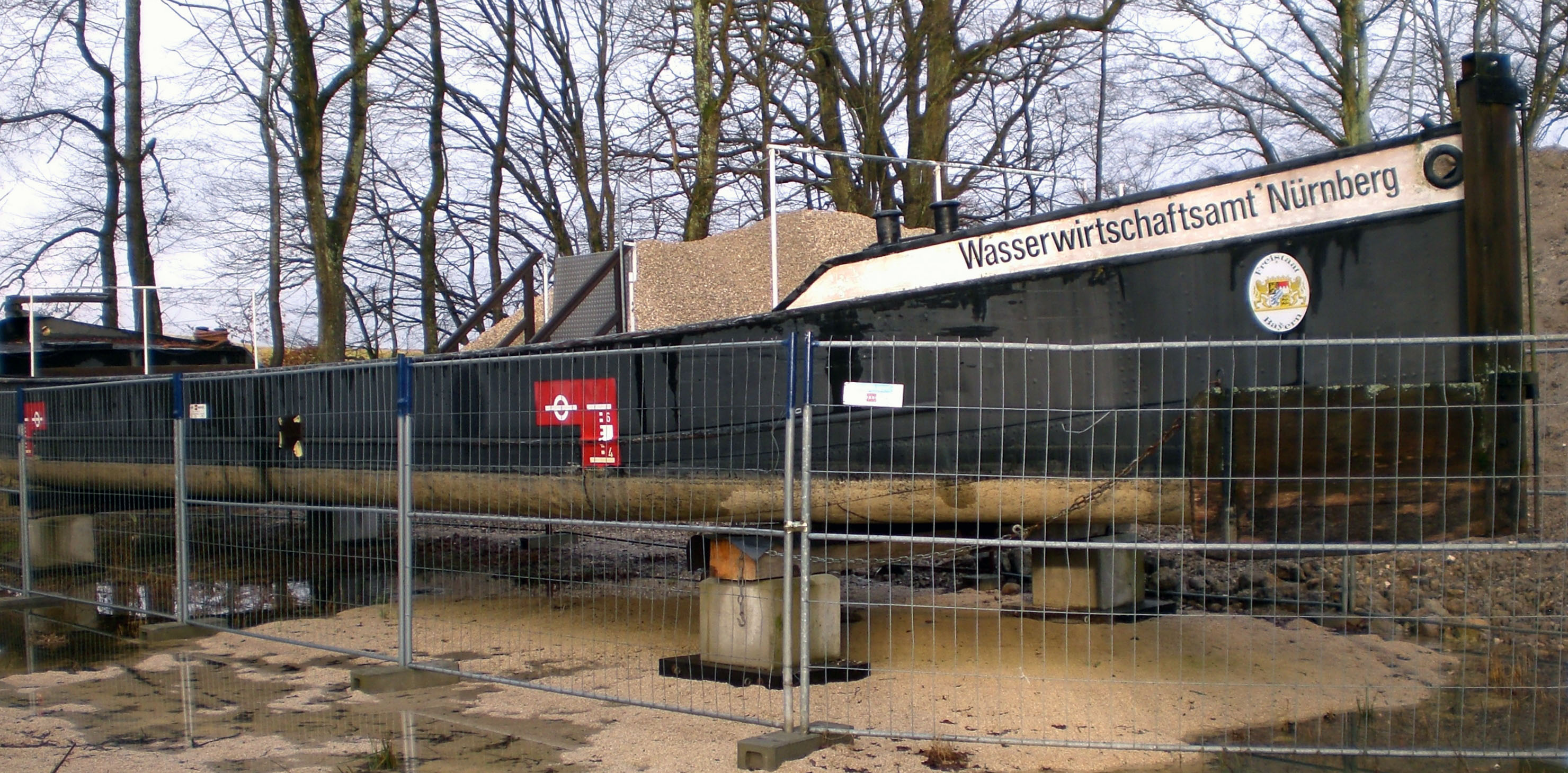
Elfriede im Winterlager
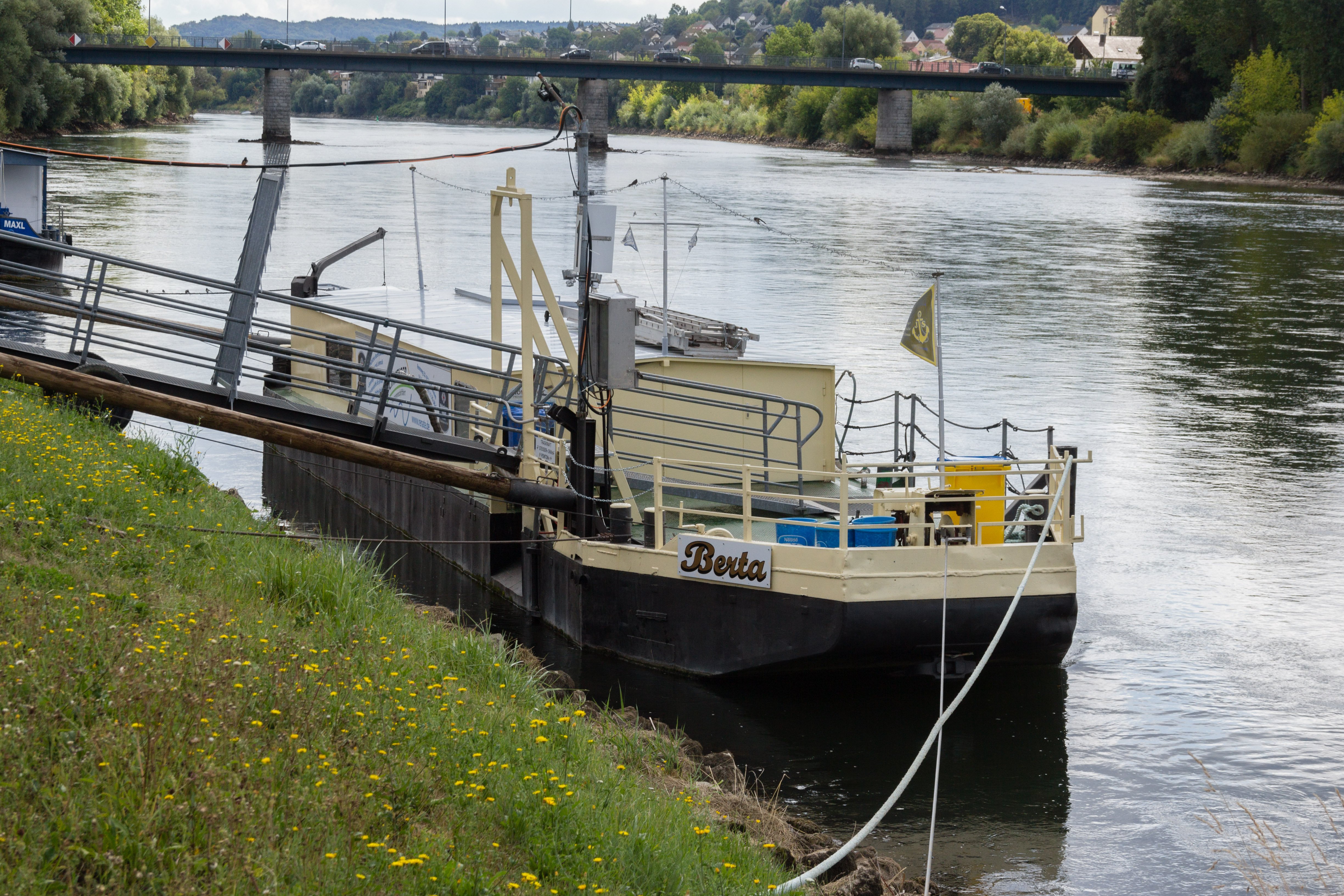
Treidelschiff Berta als Schiffsanlegestelle
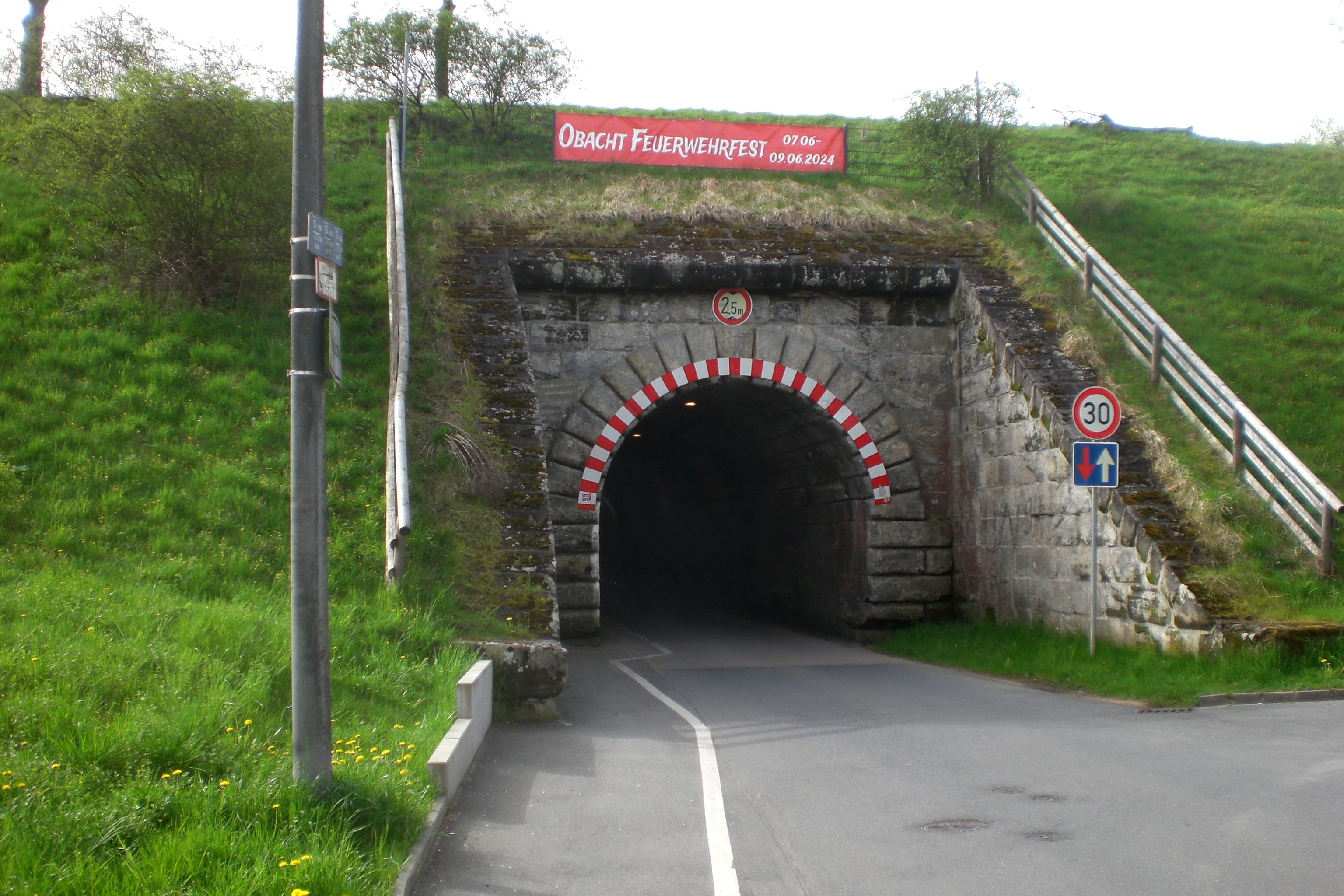
Straßentunnel in Schwarzenbach der von der Elfriede überquert wird